# Алессандро Стріджо (молодший)
Алессандро Стріджо (італ. Alessandro Striggio; бл. 1573, Мантуя — 8 червня 1630, Венеція) — італійський поет та лібретист періоду переходу Ренесансу до бароко; автор лібрето Орфея Клаудіо Монтеверді.

## Життєпис
Син композитора Алессандро Стріджо старшого. Відомий тим, що написав лібрето опери «Орфей» Клаудіо Монтеверді 1607.
Опера «Орфей» важлива тим, що вона є першим попередником сучасної опери, і Алессандро Стріджо може вважатися одним з перших оперних лібретистів.